# Jezerce pri Šmartnem
Jezerce pri Šmartnem je naselje u slovenskoj Općini Celju. Jezerce pri Šmartnem se nalazi u pokrajini Štajerskoj i statističkoj regiji Savinjskoj. 

## Stanovništvo
Prema popisu stanovništva iz 2002. godine naselje je imalo 62 stanovnika.